# Coffeeshop

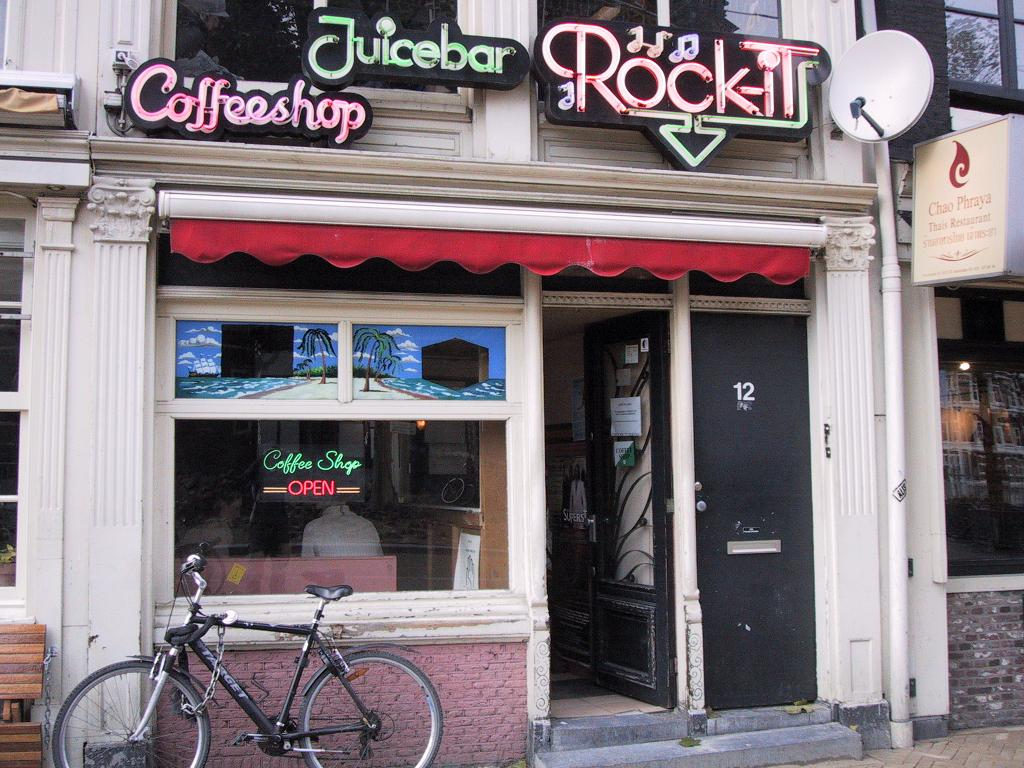
Een coffeeshop in Amsterdam

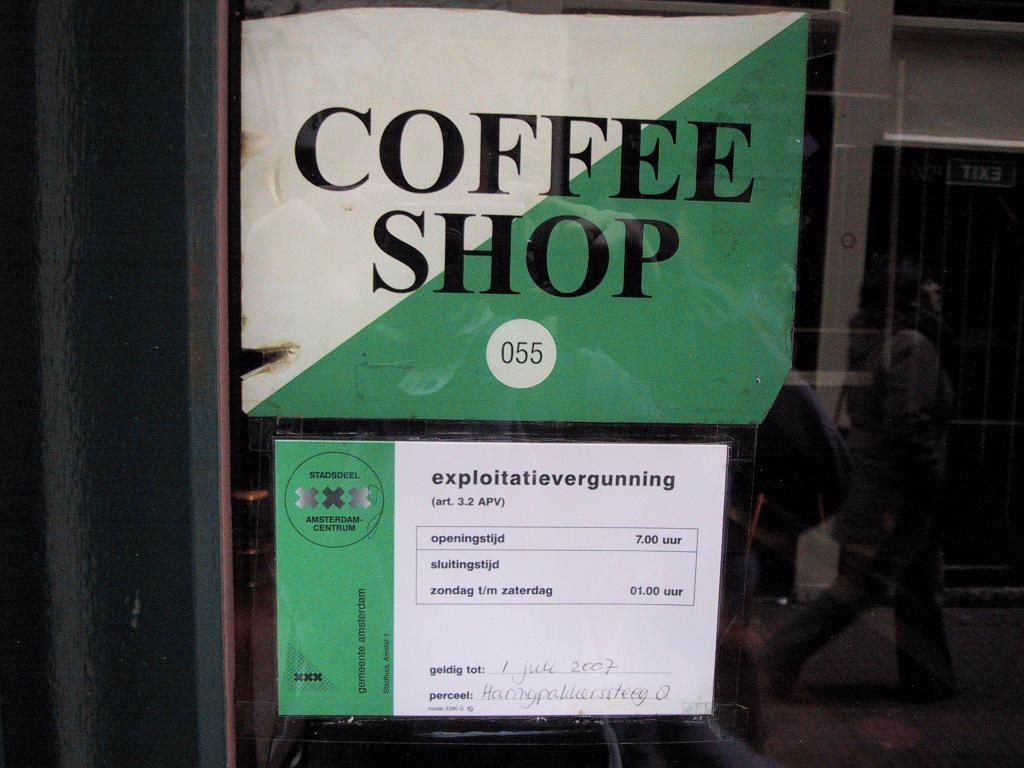
Amsterdamse coffeeshopvergunning

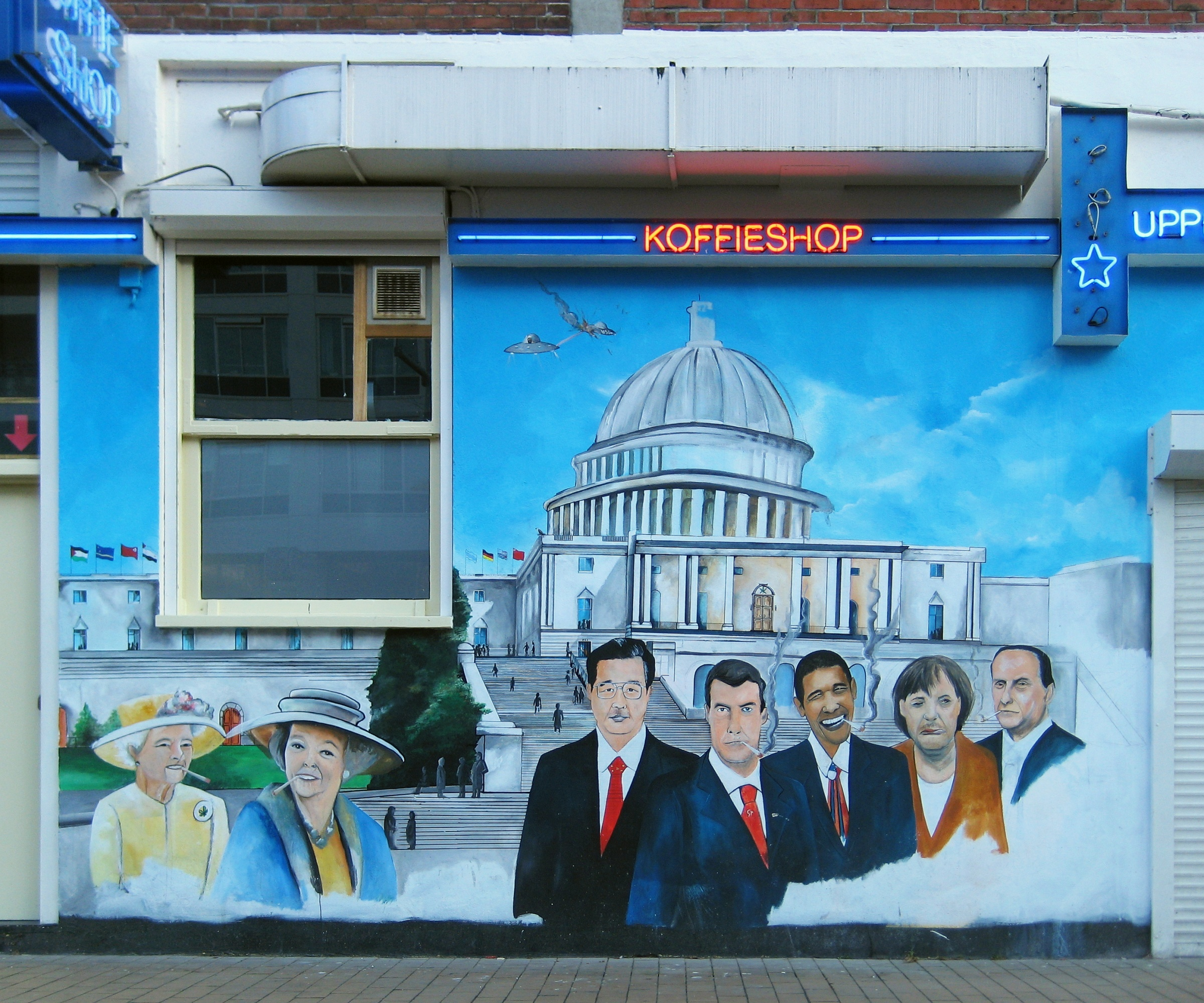
Coffeeshop in Groningen (2011)

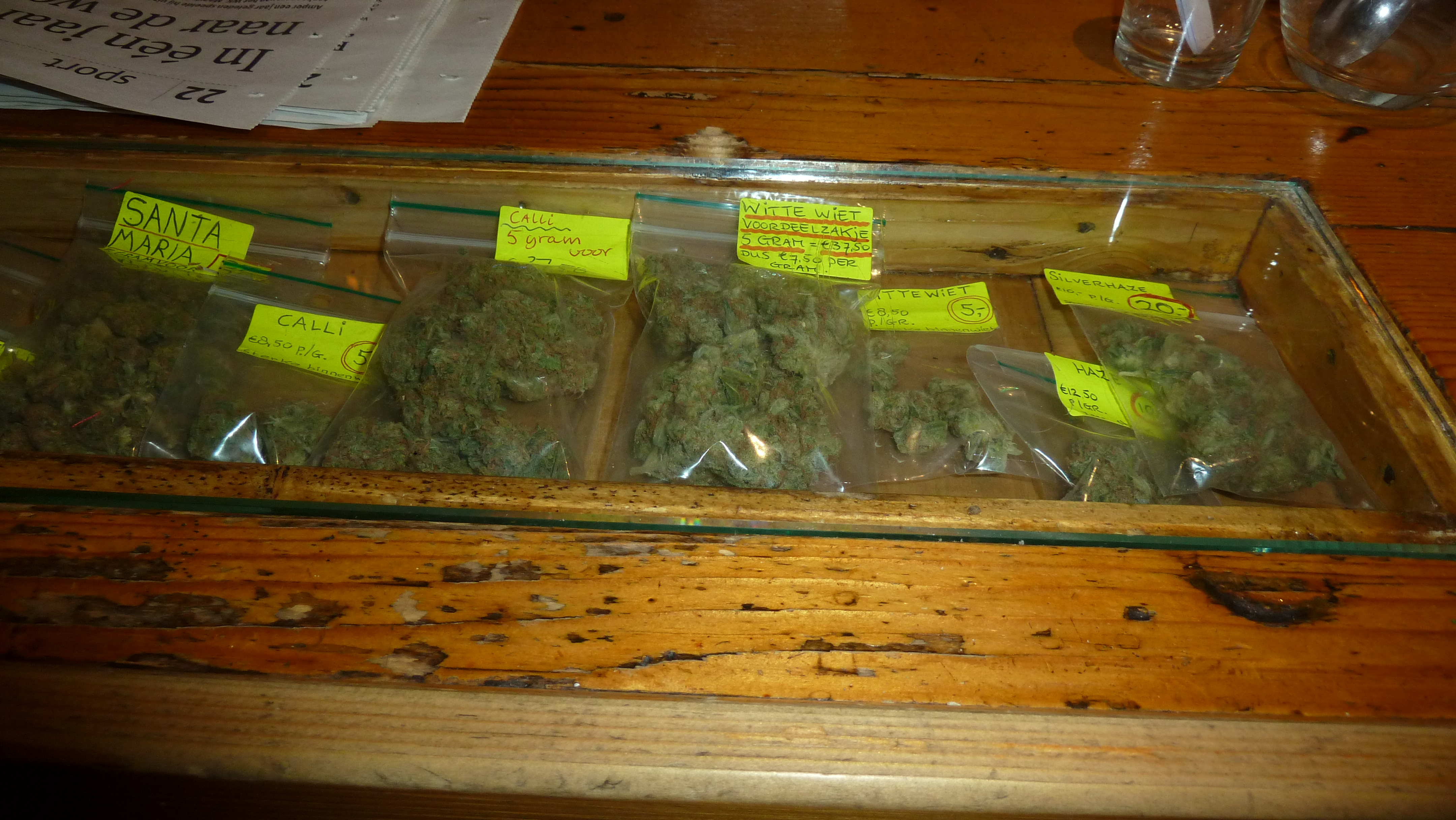
Toonbank van een coffeeshop met uitgestalde marihuana

Een coffeeshop of koffieshop is in Nederland een openlijk verkooppunt van cannabis. De verkoop van koffie is een bijzaak. Alcohol mag er sinds 2007 niet meer worden verkocht. Naast de functie van winkel heeft een coffeeshop ook de functie van ontmoetings- en ontspanningsruimte en gebruiksruimte voor cannabis. Vroeger werd de term coffeeshop ook gebruikt voor een koffiehuis of dagcafé.

## Gedoogbeleid
Hoewel de handel in cannabisproducten officieel is verboden volgens de Opiumwet, kan deze in Nederland onder een aantal voorwaarden (de zogenaamde AHOJ-criteria uit 1992 van het Openbaar Ministerie, later AHOJ-G) worden gedoogd. Dit komt erop neer dat een gevestigde coffeeshop door justitie met rust wordt gelaten als deze:
- geen affichering toepast (geen reclame);
- geen harddrugs verkoopt maar alleen softdrugs (de scheiding der markten);
- geen overlast veroorzaakt, waaronder ook parkeeroverlast;
- geen jongeren toelaat: voor klanten geldt een minimumleeftijd van 18 jaar;
- geen grote hoeveelheden verkoopt of in voorraad heeft. Een coffeeshop mag maximaal vijf gram per dag per persoon verkopen. De coffeeshop mag maximaal 500 gram in voorraad hebben.

Het niet naleven van deze (of andere) regels zorgt vaak voor tijdelijke of definitieve sluiting van de coffeeshop.
In Nederland wordt het bezit van maximaal 5 gram cannabis niet bestraft. Bezit van meer dan 30 gram wordt geacht voor de handel te zijn en dat wordt wel gericht opgespoord en bestraft. De coffeeshophouder mag marihuana wel verkopen maar niet inkopen (het zogenaamde achterdeurbeleid: de handel aan klanten (aan de "voordeur") wordt gedoogd, terwijl de inkoop (aan de "achterdeur") nog steeds illegaal is, maar niet kan worden aangepakt zolang deze niet ontdekt wordt). Herziening van de wet is volgens velen dan ook nodig. Internationale druk en verdragen staan een verdere versoepeling echter in de weg. Er is sinds ongeveer 2004 sprake van een hardere lijn vergeleken met het gedoogbeleid van de jaren 70, met het oprollen van wietplantages en sluiting van een deel van de coffeeshops.
Op 21 november 2008 vond een Wiettop te Almere plaats waar burgemeesters overlegden over de legalisering van toelevering van coffeeshops.
Voor toegang tot een coffeeshop is vereist dat men in Nederland woont (ingezetenencriterium, I-criterium, geldt niet voor alle gemeentes) en meerderjarig is; dit wordt aangetoond door middel van respectievelijk een uittreksel van de Gemeentelijke basisadministratie persoonsgegevens (GBA) van de woonplaats en een geldig identiteitsbewijs.
Dit is een versoepeling van het eerdere systeem van de wietpas, en is overeengekomen in het Regeerakkoord 2012. De handhaving van het ingezetenencriterium geschiedt in overleg met betrokken gemeenten en zo nodig gefaseerd, waarbij wordt aangesloten bij het lokale coffeeshop- en veiligheidsbeleid zodat er sprake is van lokaal maatwerk.

## Verspreiding en aantal
Behalve in de vier grote steden in de Randstad (met name Amsterdam) zijn er concentraties van coffeeshops in de grote steden van Noord-Brabant, (Zuid-) Limburg, in Twente, Zuidoost-Drenthe, Groningen, het Gooi en Zeeland.
De laatste jaren proberen gemeenten, met succes, het aantal coffeeshops terug te dringen. Redenen hiervoor zijn de overlast die coffeeshops voor de omgeving mee kunnen brengen, de problemen door drugstoerisme in grensstreken, het verloederende effect in stadscentra en de veranderde publieke opinie.
| Jaar | Aantal coffeeshops  | in aantal gemeenten | waarvan in Amsterdam     |
| ---- | ------------------- | ------------------- | ------------------------ |
| 1968 | 1                   | 1                   |                          |
| 1973 | 2                   | 2                   | 1                        |
| 1975 | 4                   | 2                   | 3                        |
| 1991 | 1200-1500           |                     |                          |
| 1995 | 1460 + 600 illegale |                     | 450, waarvan 350 gedoogd |
| 1996 | 1290                |                     |                          |
| 1997 | 1179                |                     | 340                      |
| 1999 | 846                 | 105                 | 288                      |
| 2000 | 813                 | 103                 | 283                      |
| 2001 | 805                 | 105                 | 280                      |
| 2002 | 782                 | 107                 | 270                      |
| 2003 | 754                 | 105                 | 258                      |
| 2004 | 737                 | 103                 | 249                      |
| 2005 | 729                 | 105                 | 246                      |
| 2006 | 719                 | 105                 |                          |
| 2007 | 702                 | 106                 | 241                      |
| 2008 | 700                 | 105                 | 228                      |
| 2009 | 666                 | 101                 | 223                      |
| 2010 | 650                 | 100                 | 214                      |
| 2011 | 653                 | 104                 | 222                      |
| 2012 | 617                 |                     | 208                      |
| 2013 | 606                 |                     | 200                      |
| 2014 | 591                 | 103                 | 187                      |
| 2016 | 573                 |                     | 173                      |
| 2018 | 567                 | 102                 | 168                      |
| 2019 | 570 (maart)         |                     |                          |
| 2020 | 580                 |                     | 173                      |

## Lokaal beleid
Het coffeeshopbeleid verschilt per gemeente. Gemeenten kunnen kiezen voor de nuloptie. Veel gemeenten staan de opening van nieuwe coffeeshops of uitbreiding van het aantal niet toe. Vier gemeenten die coffeeshops toestaan, hebben er geen.
Door de ontbrekende marktwerking is er sprake van een oligopolie en in veel gemeenten lijkt het geleidelijk te leiden tot een monopolie voor gevestigde coffeeshophouders.
In Amsterdam zijn coffeeshops verplicht een groen-witte coffeeshopvergunning met shopnummer op het raam te hangen. Rotterdam wil in 2009 de helft van zijn coffeeshops sluiten omdat ze te dicht bij een school staan.
Maastricht is van plan om alle coffeeshops te verplaatsen naar een Wietboulevard buiten de stad. Op 16 september 2009 waren de gemeenten Bergen op Zoom en Roosendaal coffeeshopvrij; alle acht coffeeshops in die twee steden zijn gesloten. Bergen op Zoom en Roosendaal zijn de eerste gemeentes die het gedoogbeleid voor coffeeshops afschaffen.
Op 12 mei 2009 werd bekendgemaakt dat in de hele provincie Limburg vanaf 1 januari 2010 een pasjessysteem zou worden ingevoerd. De houder van zo'n pasje zou per dag maximaal 3 gram in de hele provincie kopen. Het plan werd niet uitgevoerd.

## Belasting en economische aspecten
Over de verkoop van cannabis betaalt de coffeeshop geen omzetbelasting (btw) omdat deze heffing over verboden handel op grond van EU-jurisprudentie niet is toegestaan. Ook wordt er geen accijns geheven op de softdrugs. Over de behaalde winsten (omzet - kosten) wordt wel belasting geheven. Afhankelijk van de ondernemingsvorm wordt belasting afgedragen. Indien de coffeeshophouder(s) heeft gekozen voor een ondernemingsvorm welke voor fiscale doeleinde wordt aangemerkt als transparant (zoals bijv. V.O.F. of de eenmanszaak), dan wordt er progressief belasting geheven in box 1. Indien de coffeeshophouder(s) heeft gekozen voor een ondernemingsvorm welke voor fiscale doeleinde wordt aangemerkt als niet transparant (zoals bijv. een B.V.), dan dienen de bestuurders die meer dan 5% aanmerkelijk belang hebben in de onderneming en daarnaast werkzaamheden verrichten voor de onderneming zichzelf een gebruikelijk loon toe te kennen van minimaal € 47.000 in 2021. Dit gebruikelijk loon wordt progressief belast in box 1. Het resterende winstaandeel kan tot € 245.000 worden uitgekeerd tegen een gecombineerd laag tarief van 37,87% in 2021. Het resterende winstaandeel boven de € 245.000 kan worden uitgekeerd tegen het gecombineerde hoge tarief van 45,18% in 2021. Officiële cijfers over de totale belastingopbrengst zijn niet bekend, maar de KRO Reporter schatte de belastingopbrengst op 400 miljoen euro. Het programma noemde in een "voorzichtige rekensom" een totale omzet van 2 miljard en de verkoop van 265 duizend kilo softdrugs per jaar (2007). Er werken 4.600 personen in de branche. Blijkens het bezoekersprofiel 2008 van het Amsterdams Toerisme en Congres Bureau (ATCB) bezocht in dat jaar 23,4 procent van de toeristen in Amsterdam een coffeeshop.

## Rookverbod
Sinds het rookverbod voor de horeca, dat op 1 juli 2008 in werking trad, is het roken van joints waarin ook tabak vermengd zit ook in coffeeshops verboden. Het roken van pijpen, waterpijpen, vaporizers en joints van pure wiet blijft toegestaan. Grotere coffeeshops hebben een aparte rookruimte ingericht. Het rookverbod in coffeeshops is omstreden omdat de Nederlandse Voedsel- en Warenautoriteit niet de bevoegdheid heeft om joints op de aanwezigheid van tabak te controleren. Er zijn tabaksvervangende middelen op de markt, waaronder Hoefblad (Petasites Habitus), waarmee de hennepproducten gemengd kunnen worden.

## Bekende coffeeshops

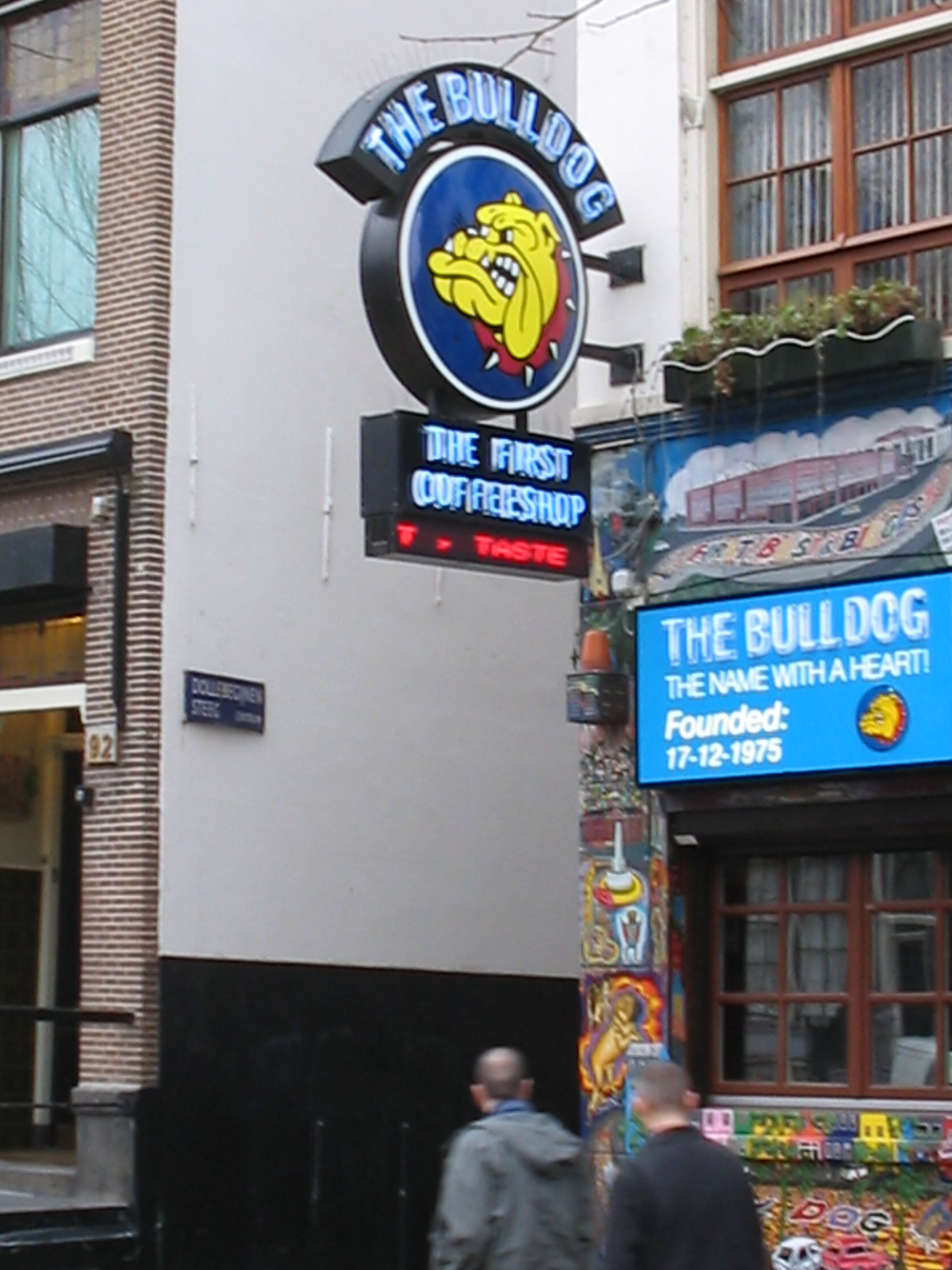
The Bulldog, Amsterdam (sinds 1975)

- Checkpoint, Terneuzen (gedoogd van 1996-2008)
- Kokerjuffer, Enschede (begin jaren 80)
- Mellow Yellow (sinds 1972)
- Sarasani, Utrecht (1968-2007)
- The Bulldog, Amsterdam (sinds 1975)

## Coffeeshops in andere landen
- In de gekraakte wijk Vrijstad Christiania in Kopenhagen, Denemarken) was tussen 1970 en 2016 sprake van openlijke handel van softdrugs in kraampjes en in ontmoetingsruimten. De verkoop van harddrugs is volgens de regels van Christiania verboden. Toen de overheid probeerde de macht in de vrijstaat terug te veroveren, begon de politie ten eerste met de ontmanteling van de openlijke softdrugshandel. De handel verplaatste zich naar de rest van Kopenhagen en kwam deels in handen van gewapende bendes die in hun clubs ook harddrugs verkopen.[34]
- In Zwitserland zijn openlijke verkooppunten van "geurkussentjes", die in feite porties marihuana zijn. De aanpak van deze winkeltjes is regionaal erg verschillend.
- In Canada zijn er legale coffeeshops in enkele regio's sinds 2018.[35]
- In Engeland zijn er kortstondige experimenten geweest.[36][37]
- In Tsjechië heeft het liberale drugsbeleid geleid tot min of meer openlijke verkooppunten maar geen coffeeshops.[38][39]
- In de Verenigde Staten is het beleid per staat zeer verschillend. In sommige staten zijn er op uitgebreide schaal mediwietwinkels. Het softdrugsbeleid in Californië is zeer liberaal maar bij referendum in 2010 werd de legalisatie van verkoop in Californië afgewezen met 54%. Colorado en Washington besloten in 2012 bij referendum wel om cannabis te legaliseren. In 2016 werd de wet 2012 Colorado Amendment 64 aangenomen, waarmee recreatief gebruik van cannabis werd gelegaliseerd in Californië. Dit betekent dat volwassenen boven de 21 jaar cannabis kunnen kopen en gebruiken, zowel voor recreatieve als medicinale doeleinden.

## Drive-in
Door het open drugsbeleid ontstond in 2002 in Enschede voor het eerst het concept voor een drive-incoffeeshop, ook wel McJoint genoemd (naar de McDonald's drive-inrestaurants). Het was een plan van het Neighbourhood Corporation Enschede om de overlast van Duitse drugstoeristen terug te brengen. Het idee was om het aantal coffeeshops in de Lipperkerkstraat drastisch terug te brengen, en een drive-incoffeeshop te openen nabij de Duitse grens. De gemeente verwierp het voorstel echter, omdat ze dachten dat dit geen oplossing voor het probleem zou bieden.
In December 2005 was het de gemeente Spijkenisse die met het voorstel kwam om de coffeeshop Green Spirit te verhuizen vanuit het centrum van de stad, naar een locatie net buiten Spijkenisse, waar het een drive-incoffeeshop zou worden. Van de 5 voorgestelde locaties, werd ironisch genoeg, degene naast het McDonald's drive-inrestaurant als beste gezien. Over het voorstel is het stadsbestuur een jaar later nog niet uitgepraat, maar de coffeeshop is later gesloten door de politie wegens het beheren van een te grote voorraad.
Er zijn echter nog geen drive-incoffeeshops geopend.